# ایر پاناما
ایر پاناما (به انگلیسی: Air Panama) یک شرکت هواپیمایی با کد یاتا 7P است که در تاریخ ۱۹۸۰ میلادی تأسیس شده‌است. دفتر مرکزی ایر پاناما در فرودگاه بین‌المللی آلبروک مارکوس برندزینو گلابرت واقع شده‌است و قطب این شرکت هواپیمایی در فرودگاه بین‌المللی آلبروک مارکوس برندزینو گلابرت قرار دارد و به ۲۴ مقصد، پرواز انجام می‌دهد.